# Griekenland op het Eurovisiesongfestival 2024

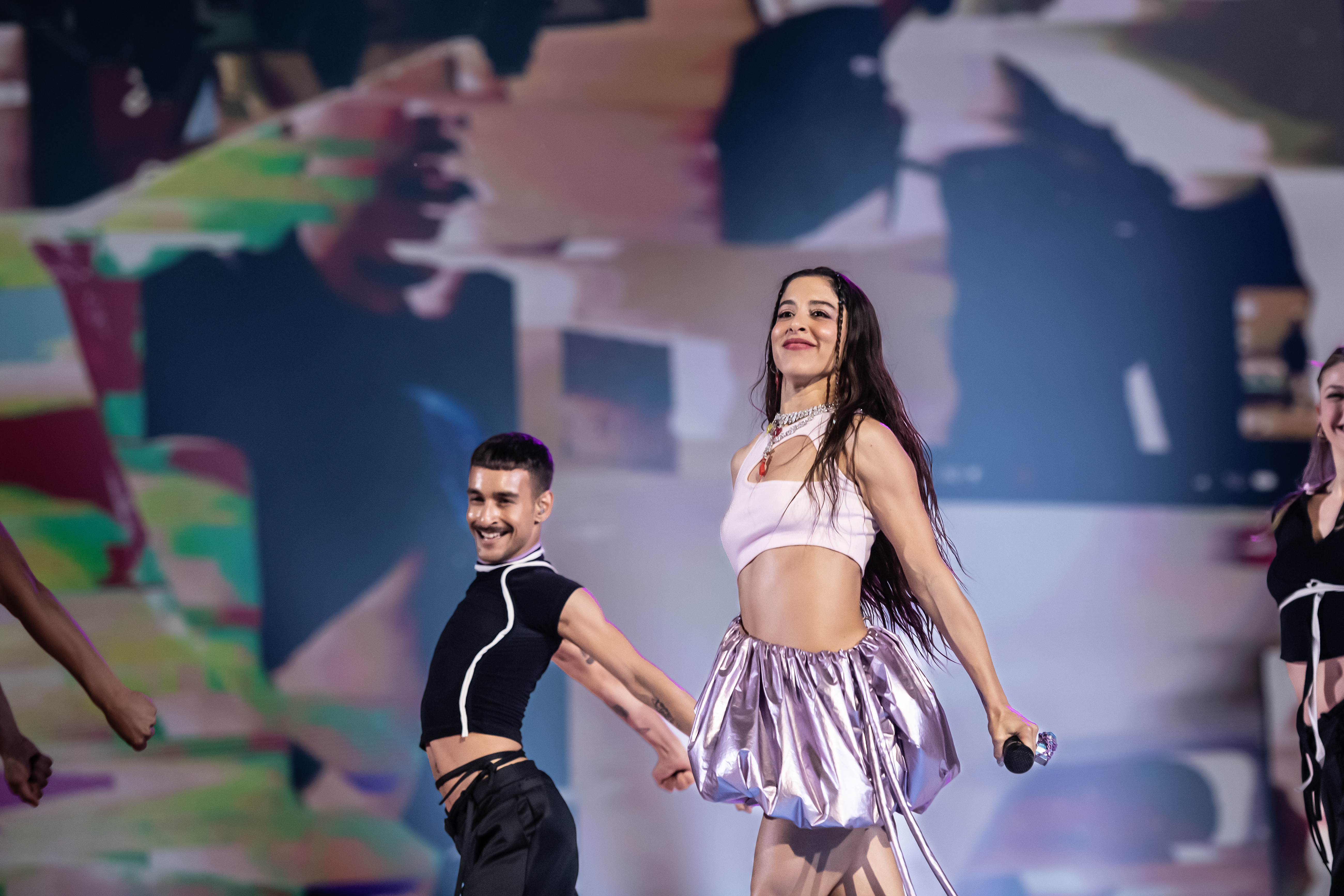
Marina Satti tijdens de repetities in Malmö.

Griekenland nam deel aan het Eurovisiesongfestival 2024 in Malmö, in Zweden. Het was de 44ste deelname van het land op het Eurovisiesongfestival. ERT was verantwoordelijk voor de Griekse bijdrage voor de editie van 2024.

## Selectieprocedure
Op 27 oktober 2023 maakt de Griekse omroep bekend dat Marina Satti de Griekse vlag zal vertegenwoordigen op het Eurovisiesongfestival in Malmö, het nieuws werd bekend gemaakt in het televisieprogramma Show 4. De selectie gebeurde intern. Er was nog geen lied gekozen, een dag na de bekendmaking van Satti als Griekse vertegenwoordiger opende de openbare omroep de inschrijvingen voor geïnteresseerde componisten en songwriters, deze inschrijving liep tot 1 december. 
Op 7 maart werd tijdens een speciale televisie-uitzending het lied Zari, het nummer waarmee Satti Griekenland zal vertegenwoordigen. De videoclip van de Griekse Songfestivalinzending werd ook meteen uitgebracht via YouTube. Een dag later was de clip ook te bekijken via het officiële YouTubekanaal van het Eurovisiesongfestival.

## In Malmö
Griekenland trad aan in de tweede halve finale op donderdag 9 mei 2024. Het land wist zich te plaatsen voor de grote finale, waar de zangeres optrad als 12de act. Marina Satti behaalde een 11de plaats, vooral dankzij de kijkers. De Cypriotische kijkers hadden 12 punten over voor de zangeres. 
1974 · 1975 · 1976 · 1977 · 1978 · 1979 · 1980 · 1981 · 1982 · 1983 · 1984 · 1985 · 1986 · 1987 · 1988 · 1989 · 1990 · 1991 · 1992 · 1993 · 1994 · 1995 · 1996 · 1997 · 1998 · 1999-2000 · 2001 · 2002 · 2003 · 2004 · 2005 · 2006 · 2007 · 2008 · 2009 · 2010 · 2011 · 2012 · 2013 · 2014 · 2015 · 2016 · 2017 · 2018 · 2019 · 2020 · 2021 · 2022 · 2023 · 2024 · 2025
Albanië · Armenië · Australië · Azerbeidzjan · België · Cyprus · Denemarken · Duitsland · Estland · Finland · Frankrijk · Georgië · Griekenland · Ierland · IJsland · Israël · Italië · Kroatië · Letland · Litouwen · Luxemburg · Malta · Moldavië · Nederland · Noorwegen · Oekraïne · Oostenrijk · Polen · Portugal · San Marino · Servië · Slovenië · Spanje · Tsjechië · Verenigd Koninkrijk · Zweden · Zwitserland